# Het verhaal van de koopman en de djinn
Het verhaal van de koopman en de djinn is het derde verhaal uit de verhalencyclus Duizend-en-een-nacht.

## Verhaal
Als een welgestelde koopman na een handelsreis op weg is naar huis, wordt hij op de vierde dag overvallen door de hitte. Onder een boom gezeten eet hij wat dadels. Een van de weggegooide pitten doorboort echter de zoon van een djinn. Als de djinn hem daarvoor het hoofd wil afslaan, bedingt hij een jaar uitstel om afscheid te nemen en zijn testament te laten opstellen. Na een jaar gaat de koopman terug naar de plek van afspraak en wacht af.
Hij ontmoet daar drie oude mannen: één met een gazelle, één met twee zwarte honden en één met een muilezelin. Als de djinn de koopman wil doden, vertellen de drie oude mannen hem een verhaal: Het verhaal van de eerste oude man, Het verhaal van de tweede oude man en Het verhaal van de derde oude man. Bijvoorbeeld de eerste oude man: "O duivel, kroon van de koningen der djinns, als ik u mijn verhaal en mijn geschiedenis met deze gazelle vertel en als u het een mooi en merkwaardig verhaal vindt, zelfs mooier en vreemder dan hetgeen u met deze koopman is overkomen, schenkt u me dan een derde van zijn schuld en van zijn misdaad?"
De djinn is tevreden en laat iedereen in leven.

## Plaatsing binnen de verhalencyclus
Verhalen binnen dit verhaal:
Het verhaal van de eerste oude man, Het verhaal van de tweede oude man en Het verhaal van de derde oude man.
Vorig verhaal (op dit verhaalniveau): Het verhaal van Sjahriaar en zijn broer.
Volgend verhaal (op dit verhaalniveau): Het verhaal van de visser en de djinn.
Zie ook: De verhalenstructuur van Duizend-en-een-nacht.

## Referentie
De voor deze samenvatting gebruikte vertaling en citaten is die van Richard van Leeuwen op basis van de Mahdi-tekst, en houdt de volgorde van de Boelaak-tekst aan.